# تدوين بالدليل
في الرياضيات وفي علم الحاسوب، التدوين بالدليل (بالإنجليزية: Index notation)‏ يستعمل من أجل الوصول إلى عنصر ما موجود داخل جدول متعدد القيم.

### في البعد الثاني

توصف عناصر مصفوفة A بدليلين اثنين.